# Majna obecná
Majna obecná (Acridotheres tristis) je středně velký druh pěvce z čeledi špačkovitých (Sturnidae). Dorůstá 25 cm.

## Popis
Je převážně černo-hnědá se žlutou maskou, zobákem a končetinami. Jedná se o všežravce žijícího převážně v suchých travnatých oblastech. Velmi dobře se přizpůsobila i životu v těsné blízkosti lidských obydlí.

## Rozšíření
Původní areál rozšíření majn obecných sahá od Íránu, Uzbekistánu, Pákistánu, Indie a Kazachstánu po Malajsii a Čínu, byla však zavlečena i do mnoha jiných částí světa, včetně Austrálie, kde je považována za vážnou hrozbu zdejšího ekosystému. Spatřena byla na Reunionu. V roce 2000 ji Mezinárodní unie pro ochranu přírody a přírodních zdrojů (IUCN) zařadila na seznam 100 světově nejnebezpečnějších invazních druhů. V roce 2019 byla zařazena na Seznam invazních nepůvodních druhů s významným dopadem na Unii. Podařilo se jí zdomácnět na Iberském poloostrově  a zavlečena byla i do Francie 